# Elena Brockmann
Francisca María Brockmann y Llanos (Madrid, 2 november 1867 - aldaar, 26 januari 1946) was een Spaanse schilderes.

## Biografie
Brockmann werd geboren in Madrid als kleindochter van Fanny Keats (de zus van de dichter John Keats), wiens portret ze schilderde. Haar oom Juan Llanos y Keats gaf haar schilderlessen en ze studeerde ook bij de kunstschilder José Benlliure y Gil, waar ze werd beïnvloed door Joaquin Sorolla. Ze was als een van de weinige vrouwelijke schilders, gespecialiseerd in historieschilderkunst.
Ze wierf bekendheid op de Exposiciones Nacionales de Bellas Artes in 1887 met de werken El patio de un parador en La vuelta de la Caza y la Ciociara waarvoor ze een eervolle vermelding kreeg. Op dezelfde tentoonstelling van 1892 presenteerde ze het schilderij Paso de una procesión por el claustro de San juan de los Reyes dat later werd getoond op de Chicago International Exhibition en zich nu in het Museo Nacional del Prado bevindt.
Haar werk El patio de un parador werd opgenomen in het boek Women Painters of the World uit 1905.

## Werken (selectie)

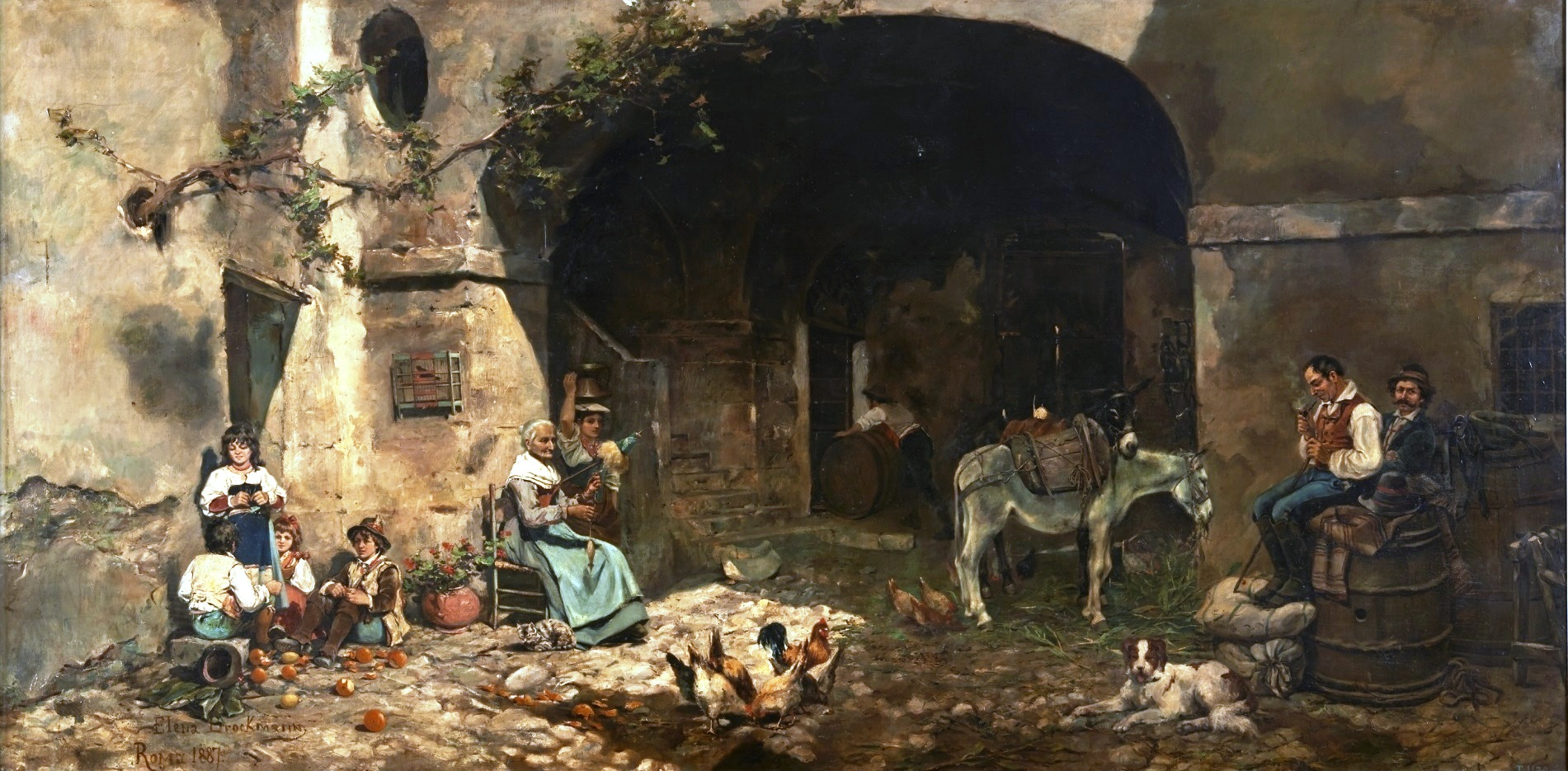
El patio de un parador (Museo del Prado), 1887
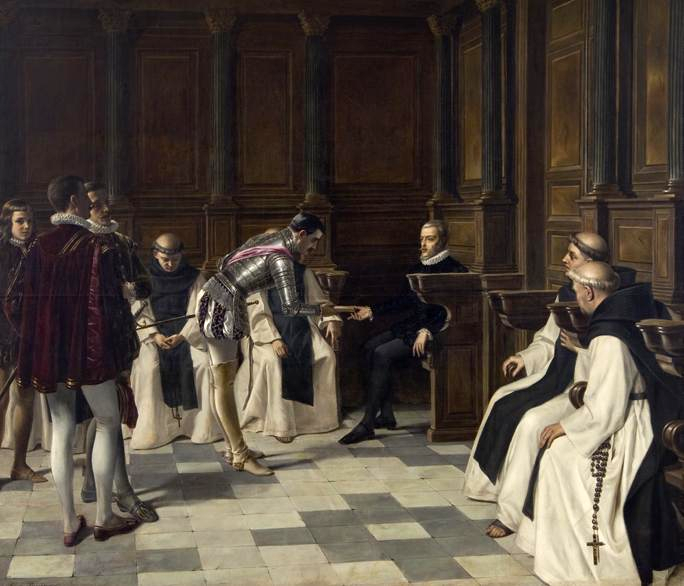
Felipe II recibiendo noticias de la pérdida de la Armada, 1895
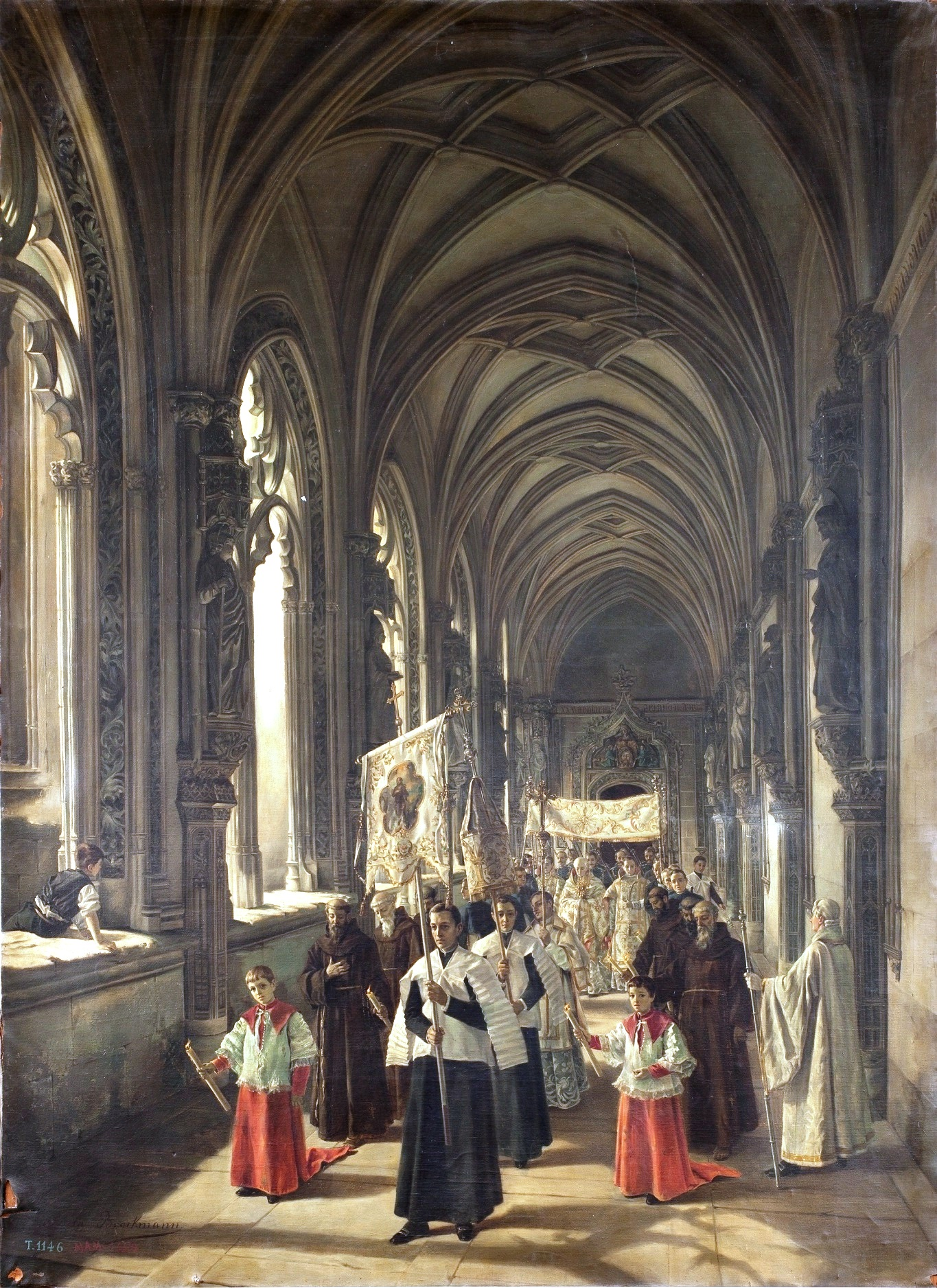
Paso de una procesión por el claustro de San Juan de los Reyes de Toledo (Museo del Prado)

- Union List of Artist Names: 500038406
- Virtual International Authority File: 95924407